# Justin Gatlin
Justin Gatlin (Brooklyn, New York, 10. veljače 1982.), američki atletičar.
Međunarodnoj atletskoj publici postao je poznat tek 2003. godine kada je pobijedio na međunarodnom atletskom mitingu u Zürichu. Nije slovio za favorita kada je prošao američke kvalifikacije za Olimpijske igre u Ateni. Time je bilo još veće iznenađenje kada je pobijedio u utrci na 100 m. U utrci na 200 m osvojio je treće mjesto. 
Na Svjetskom prvenstvu u atletici u Helsinkiju 2005. godine pobijedio je u obje sprinterske utrke: 100 i 200 m.
Uspio je izjednačiti svjetski rekord na 100 m od Asafe Powella (9,766 sekundi), ali mu je taj rezultat kasnije anuliran zbog uzimanja dopinga. U kolovozu 2006. godine dobio je osmogodišnju zabranu natjecanja u atletici. 